# Mirka Francia Vasconcelos
Mirka Vasconcelos Francia (ur. 14 lutego 1975 roku w prowincji Villa Clara) – kubańska siatkarka z włoskim paszportem, grająca na pozycji przyjmującej. Jako reprezentantka Kuby zdobyła dwa złote medale na Mistrzostwach Świata w 1994 i 1998 roku, a także dwa złote medale na igrzyskach olimpijskich w 1996 i 2000 roku. W latach 1991–2000 rozegrała w reprezentacji Kuby 203 mecze. Na koniec sezonu 2011/2012, podczas kolacji świętującej zdobycie Mistrzostwa Turcji przez klub, Mirka ogłosiła koniec kariery.
Jej mąż jest Włochem, z którym wzięła ślub w 2004 roku. Gdzie równocześnie uzyskała obywatelstwo włoskie. Ma syna o imieniu Daniel. Odmówiła gry w reprezentacji Włoch. 

## Sukcesy klubowe
Puchar Europy Zdobywczyń Pucharów:
- 2000

Puchar CEV:
- 2005, 2007
- 2003

Puchar Włoch:
- 2003, 2005, 2007

Mistrzostwo Włoch:
- 2003, 2005, 2007
- 2008

Liga Mistrzyń:
- 2006, 2008
- 2004

Puchar ligi włoskiej:
- 2006

Superpuchar Włoch:
- 2007

Puchar Turcji:
- 2009, 2011, 2012

Mistrzostwo Turcji:
- 2012
- 2010, 2011

Superpuchar Turcji:
- 2011

## Sukcesy reprezentacyjne
Igrzyska Panamerykańskie:
- 1991, 1995
- 1999

Mistrzostwa Ameryki Północnej, Środkowej i Karaibów:
- 1991, 1993, 1995, 1997, 1999

Mistrzostwa Świata Juniorek:
- 1993

World Grand Prix:
- 1993, 2000
- 1994, 1996, 1997
- 1995, 1998

Puchar Wielkich Mistrzyń:
- 1993
- 1997

Mistrzostwa Świata:
- 1994, 1998

Puchar Świata:
- 1995, 1999

Igrzyska Olimpijskie:
- 1996, 2000

Volley Masters Montreux:
- 1999

## Nagrody indywidualne
- 1999: Najlepsza blokująca Pucharu Świata
- 2006: Najlepsza atakująca turnieju finałowego Ligi Mistrzyń
- 2007: MVP Pucharu Włoch
- 2007: Najlepsza punktująca turnieju finałowego Pucharu CEV
- 2008: Najlepsza atakująca turnieju finałowego Ligi Mistrzyń